# Рерих (фамилия)
Ре́рих, Рёрих — фамилия.

## История фамилии
Фамилия «Рёрих» и производные от неё довольно широко распространены в Европе. Фамилии Rörich и Röhrich (оба слова читаются как «Рёрих») широко представлены в электронных генеалогических каталогах — первая 65 раз, вторая — 144 раза.
На карте Европы встречаются схожие географические названия. В Померании есть речка Röhrike (по-немецки читается как «Рёрике»), на которой находится деревня Röhrchen (по-немецки читается как «Рёрхен»), где в 1234 г. немецкие рыцари основали свой комтур с замком. В Передней Померании сегодня находится приморский город Рерик («Rerik»), названный так в честь старинного славянского городища, раскопанного археологами в этих краях. Кроме того, в Восточной Померании, на территории сегодняшней Польши, находится деревня Рёрхен («Rörchen»). В 1805 году в Передней Померании существовала деревня Röhrchen под местом Lubzin (сегодня — Warnow). В земле Гессен (ФРГ) существует деревня Röhrig, исторические корни которой прослеживаются до 1333 года. Средневековые хроники позволяют проследить изменение названия этой деревни в ходе веков: Рёрих (Rörich) в 1450 году, Рориг (Rorig) в 1598 году, Рёриг (Röhrig) с 1753 года по сегодняшний день. Данное изменение наглядно иллюстрирует генеалогическую мутацию слова «Рёрих»

. Одно из самых масштабных и полных исследований происхождения фамилии Рёрих было опубликовано в 1907 году в Германии немецким исследователем Э. В. Рёрига в книге «Исследование происхождения имени Рорих», который считал, что имя «Рерих» в его первоначальной форме «Хрёдрик» означает «князь (предводитель, вождь) [готского племени] хрёдмен»: «…мы переводим имя „Хрёдрик“ [Hrêdric], − писал Э. В. Рёриг, − как „князь [племени] хрёдас“ или „князь [племени] хрёдмен“. Фактически так оно и было. Нет никакого сомнения, что племя хрёдас было одним из уважаемых родов готского народа, ввиду чего это имя носили все воины этого благородного рода. Только в таком толковании нашего имени это отвечает историческому смыслу».
По этой аналогии, имя «Рюрик» Э. В. Рёриг трактует как «князь русских»: «Готское племя хрёдмен после битвы при Бровалле отступило в южные шведские провинции и подчинилось Сигурду Рингу и его потомкам. При этом готское племя хрёдмен сохраняло некую самостоятельность в виде права иметь своих послов. Под именем шведского племени „Рос“ [Rhos] вполне угадывается старое готское племя хрёдмен. Звук „д“ в имени этого готского племени похож на сегодняшний английский звук „th“. В финском языке это слово трансформировалось в „Руотси“ [Ruotsi], от которого, по всей вероятности, произошло название русского народа. Поэтому нет сомнений, что русский князь Рюрик [Rurik] являлся исторической личностью, так как согласно нашей версии [толкования окончания „рик“], его имя переводится как „князь русских“». Из процитированных слов также следует, что Э. В. Рёриг считает, что название русского народа (на финском «Руотси» [Ruotsi] или на шведском «Рос» [Rhos]) происходит от названия готского племени «хрёдмен» или «хрёдас». Это значит, что этимология имён «Рерих» и «Рюрик» имеет общий готский корень.
Биографы, близкие к семье Николая Рериха, писали о его принадлежности к древнему скандинавскому роду, связанному с именем Рюрика, а также о том, что в переводе с древнескандинавского фамилия означает «славой (Rö) богатый (Rich)». Профессиональный генеалог М. А. Таубе считал, что фамилия Рерих могла происходить от нижненемецкого слова Röhrig (по-немецки читается как «Рёриг»), что значит «камыш», или от слова Röhricht (по-немецки читается как «Рёрихт»), что значит почти то же самое — «плавни». Эта версия совпадает со мнением некоторых современных исследователей
.
Некоторые исследователи советского периода утверждали, что представители рода Рерихов со времён Петра Первого занимали видные военные и административные посты в России. Современные исследования данное утверждение опровергают
. Некоторые авторы указывают на дворянский костромской род Рерихов как возможных предков Рериха

.
Достоверно известно, что предками Николая Рериха по матери были псковские купцы из старинного города Остров, по отцовской линии — вольные люди, ремесленники из прибалтийских немцев. Прадед Иоганн Рерих — портной, дед Фридрих Рерих служил управляющим поместьями в Курляндии, затем — архивариусом Лифляндской Контрольной палаты в Риге, отец Константин Фёдорович был нотариусом Санкт-Петербургского окружного суда. Н. К. Рерих получил право на личное дворянство на службе в Императорском Обществе поощрения художеств, но не оформил его документально в департаменте герольдии,.

### О второй букве фамилии
Во многих энциклопедических изданиях имеется уточнение, что фамилия имеет два варианта написания в русском языке — через «е» (Рерих) и через «ё» (Рёрих), а в некоторых и однозначно «ё».
Глава семьи Рерихов — Константин Фёдорович и его жена носили фамилию — «Рерихъ».
В гимназических, студенческих, служебных, правовых документах Н. К. Рериха фамилия не содержит буквы «ё».
С начала XX века Н. К. Рерих временами и в отдельных случаях (только не в юридических документах) применяет художественную реконструкцию фамилии (псевдоним), заменяя «е» на «ё». См., например, автограф 1904 года или прижизненные издания некоторых произведений.
В документах и подписях его младших братьев — Владимира и Бориса, жены, сыновей Юрия и Святослава буква «ё» не применялась

.
Произношение через «е» установлено и в современном рериховедении.
Написание фамилии Н. К. Рериха через «ё» не имеет под собой правовой основы.
- Паспорт Н. К. Рериха
- Паспорт Е. И. Рерих
- Автограф Н. К. Рериха (1904)

## Герб
В начале 1890-х годов Николай Рерих нарисовал «Герб семьи Рерихов». Впоследствии изображение использовалось художником на книгах, почтовых отправлениях, экслибрисах, портретах, было выполнено в виде витража. Некоторые исследователи считали это подтверждением древности и знатности рода Рерихов. По мнению киевского писателя и краеведа В. Г. Киркевича, некоторые детали герба указывают, что род Рерихов «появился ещё тогда, когда на месте Москвы ходили бурые медведи».
Современные исследования установили высокую степень сходства рисунка «Герб семьи Рерихов» с гербом XV века немецкого рода Рёреров (die Rörer) из «Гербовника Зибмахера-Фюрста» (1703 года издания). Похожий герб в XV веке имел род Rohrer, а также род von Froerich в Померании, в XIX веке — Александр Рерих (Roehrich Alex., 1850, Libau).
Характерны неоднократные значительные изменения частей герба, использованного семьёй Рерихов, что противоречит коренным условиям существования фамильного символа рода.